# Juan de Lángara y Huarte
Juan Cayetano de Lángara y Huarte (La Coruña, 1736 – Madrid, 18 gennaio 1806) è stato un ammiraglio, esploratore e matematico spagnolo.
Figlio di Juan de Lángara y Aritzmendi fu Ministro della Marina e Capitano generale della Real Armada sotto il regno di Carlo IV.

## Biografia
Nacque a La Coruña nel 1736. Entrato nella Real Armada a Cadice come aspirante guardiamarina il 1º maggio 1750 sorprese i suoi superiori per le capacità di studio ed apprendimento, tanto da essere proposto da Jorge Juan, Capitano della Compañía Guardiamarina e direttore del collegio, per ampliare i suoi studi di matematica a Parigi. Al suo rientro in patria iniziò la carriera navale effettuando viaggi sulle coste spagnole e africane. Nel 1759, durante la Guerra dei sette anni, assistette al fallimentare tentativo di riconquista di Minorca da parte delle forze inglesi al comando dell'ammiraglio John Byng. Tra il 1766 e il 1771 effettuò tre viaggi di andata e ritorno dalla Spagna alle Filippine, imbarcato dapprima sulla nave mercantile El Buen Consejo, e poi sulle fregate Venus e Santa Rosalía dove apprese l'arte della navigazione marinara. Nel 1773, imbarcato sulla fregata Venus in viaggio verso Manila insieme con José de Mazarredo Salazar Muñatones y Gortázar, in una notte di luna elaborò un sistema capace di determinare la longitudine grazie alla distanza tra quell'astro e una stella.

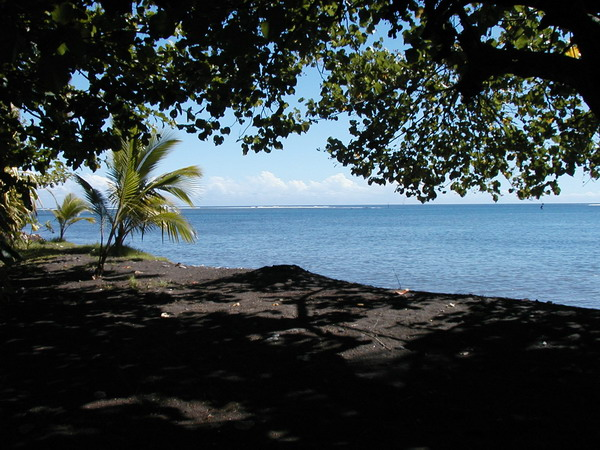
Tahití.

Nel 1774 ricevette l'ordine di effettuare una crociera di esplorazione con la fregata Santa Rosalía. Questa spedizione scientifica aveva l'obiettivo di mettere in pratica in mare tutte le osservazioni e i metodi che la fisica, l'astronomia e l'arte della navigazione avevano elaborato a quel tempo. Durante i sei mesi di navigazione nell'Oceano Atlantico, coadiuvato da altri illustri marinai spagnoli come de Mazarredo, Apodaca, e Varela y Alvear, l'arte della navigazione marittima spagnola toccò un grado di perfezionamento mai visto prima, apportando anche correzioni alle carte nautiche del tempo.
Nel 1775 il Viceré del Perù Manuel de Amat y Junient lo inviò in missione da Callao a Tahiti al comando del El Águila, evacuando la missione spagnola presente sull'isola e ritornando in Perù.

### Missione nell'Atlantico
Nel 1776 al comando del vascello da 74 cannoni Poderoso, nave di bandiera del Marchese di Casa-Tilly, prese parte alla spedizione contro la colonia portoghese del Brasile che aveva l'obiettivo di conquistare la colonia del Sacramento. Con l'esercito del generale Ceballos partecipò alla presa dell'isola di Isola di Santa Catalina, posta nel sud del Brasile. Effettuò crociere di sorveglianza, contrastando le incursioni nemiche e effettuando il blocco navale della piazzaforte fino alla sua capitolazione. In seguito prese parte alla difesa dell'isola di Martin Garcia.

## La Guerra d'Indipendenza americana
Nel 1778 fu promosso al grado di Commodoro. Nel 1779, dichiarata guerra alla Gran Bretagna prese il mare al comando di una divisione composta dai vascelli di linea Poderoso e Leandro e da due fregate, incrociando al largo dell'isola Terceira durante una dura tempesta il vascello Poderoso fece naufragio, e il suo equipaggio fu fortunosamente salvato dalle fregate grazie ai suoi ordini. Issata la sua insegna sul vascello San Leandro, con la sua divisione catturò la fregata corsara britannica da 26 cannoni Winchcomb. vicino all'isola di Santa Maria (Azzorre).
L'11 dicembre 1779 fu promosso al grado di Jefe de Escuadra. Quando, durante l'inverno 1779-1780, la flotta combinata rientrò in Spagna per svernare, parte a Cadice e parte a Brest, in Francia, gli fu affidato il comando di una piccola squadra di 10 vascelli, con cui effettuò il blocco di Gibilterra.

### La battaglia di Capo San Vincenzo

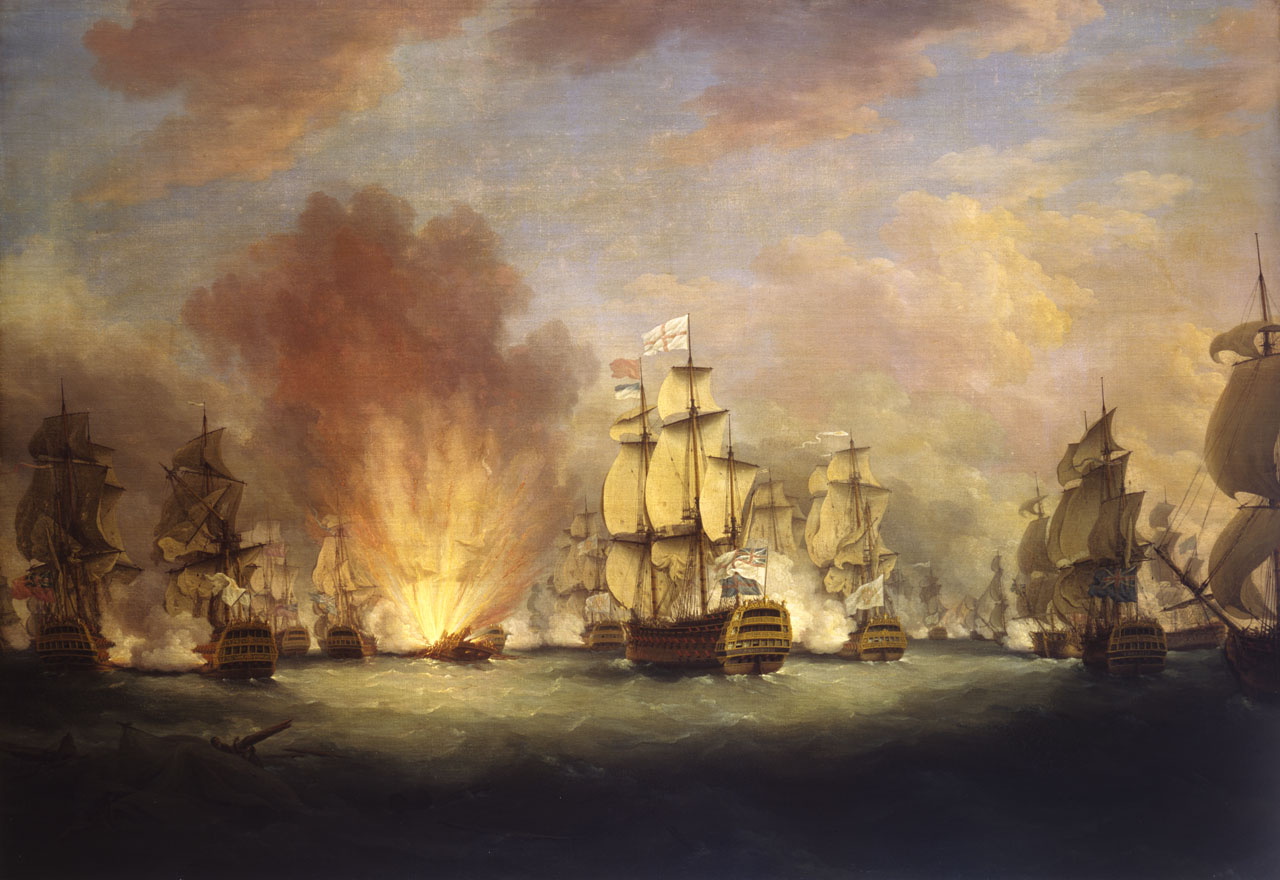
The Moonlight Battle quadro di Richard Paton (1717-1791).

Nel pomeriggio del 16 gennaio del 1780 impegnò in combattimento al largo di Capo Santa Maria, mentre infuriava una tempesta, una formazione navale inglese composta da 21 vascelli e 11 fregate al comando del Viceammiraglio Sir George Brydges Rodney. La sua intenzione era di intercettare un convoglio inglese destinato a rifornire Gibilterra, ma le autorità francesi che conoscevano la reale composizione della forza navale inglese non riuscirono ad avvertirlo in tempo. Inferiori di numero le navi spagnole cercarono di evitare il combattimento ma Rodney, abilmente sfruttando la superiorità numerica e di manovra delle sue navi, impedì loro di sganciarsi. Al termine della battaglia gli inglesi avevano catturato cinque vascelli, mentre il Santo Domingo da 74 cannoni saltò in aria.
La sua nave ammiraglia, il vascello da 80 cannoni Real Fénix, sostenne un combattimento contro varie navi nemiche, arrendendosi alle due della notte con l'equipaggio decimato, e avendo riportato gravissimi danni. Egli stesso rimase gravemente ferito. I britannici chiamarono tale scontro come Battaglia alla luce della luna (Moonlight Battle) perché combattuta tra le 16:00 del pomeriggio e le 2:00 del giorno seguente, fatto infrequente per l'epoca.
Nonostante la sconfitta patita la sua carriera militare non ne risentì, rilasciato dopo poco tempo il 3 febbraio 1781 fu elevato al rango di Tenente generale. Nel 1783 ricevette il comando di una squadra navale che doveva unirsi con quella francese per conquistare la Giamaica, ma la firma del trattato di pace mise fine ai piani della spedizione. Nel 1787 assunse il comando di una squadra di nove fregate destinate all'addestramento dei futuri ufficiali provenienti dal Collegio di Cadice.

### La guerra contro la Francia rivoluzionaria
Nel marzo del 1793 il governo spagnolo dichiarò guerra alla Repubblica Francese, ed egli assunse il comando della Escuadra del Océano, forte di 18 navi di linea e sei fregate, alzando la sua insegna sul vascello da 112 cannoni Reina Maria Luisa. Al comando di essa operò nel Mediterraneo in combinazione con quella inglese agli ordini di sir Samuel Hood. Nell'agosto dello stesso anno la squadra combinata si impossessò del porto e dell'arsenale di Tolone, catturando parte delle navi francesi presenti in rada. I rapporti tra i due alleati non furono mai dei migliori, e si ebbero anche manovre minacciose da parte della navi spagnole. Quando il contrammiraglio Federico Carlos de Gravina y Napoli, comandante delle truppe alleate di terra, rimase seriamente ferito gli inglesi decisero unilateralmente di sostituirlo con il generale Charles O'Hara, mentre gli spagnoli pretendevano che l'incarico fosse assegnato al contrammiraglio Valdez. In questa occasione egli diede l'ordine alla sua nave ammiraglia, ed a altri due vascelli a tre ponti, di manovrare per puntare i loro cannoni contro la nave ammiraglia inglese, il vascello da 100 cannoni Victory. L'ammiraglio Hood, tuttavia, resistette all'intimidazione, e l'incarico fu assegnato al generale O'Hara.
Nel mese dicembre le truppe dell'esercito francese riconquistarono le posizioni dominanti attorno alla città, rendendo impossibile la permanenza delle truppe e della formazione navale alleata a Tolone. A partire dal 14 dello stesso mese gli inglesi iniziarono le operazioni di evacuazione, cui presero parte le sue navi imbarcando molti cittadini francesi di fede monarchica che cercavano di fuggire all'inevitabile rappresaglia repubblicana. Successivamente difese con la sua squadra la città di Rosas, catturando la fregata francese Iphigénie.

### Director de la Armada
Nel 1795, in qualità di comandante principale dei battaglioni di marina fu nominato Capitano Generale del Dipartimento di Cadice. Nel 1796 fu designato Sottosegretario di Stato (Ministro) alla Marina, e due anni più tardi ascese alle cariche di Capitano Generale e Direttore Generale della Real Armada (Capitán general de la Real Armada). Partecipò alle operazioni navali in supporto alla campagna di Napoleone Bonaparte in italia nel 1797. Si ritirò dal servizio attivo nel 1799, nominato Consigliere di Stato. Si spense a Madrid il 18 gennaio 1806. Era insignito del titolo di Cavaliere dell'Ordine di Calatrava e dell'Ordine di Carlo III.

## Matrimonio
Nel 1758 si sposò con María Lutgarda de Ulloa, marchesa del Real Transporte y de la Victoria, figlia dell'esploratore Antonio de Ulloa.

### Periodici
- Giuliano Da Frè, Il vallo di legno, in RID-Rivista Italiana Difesa, No.10, Chiavari, Giornalistica Riviera Soc. Coop. a.r.l., ottobre 2005,  pp. 82-97.
- Antonio Martelli, La battaglia di Cabo Sâo Vicente, in Storia Militare, n. 249, Parma, Ermanno Albertelli Editore, giugno 2014,  pp. 20-30.